# Władysław Chełchowski
Władysław Chełchowski  (ur. 17 listopada?/29 listopada 1864 w majątku Fortuna, zm. 2 stycznia 1924 w Grudziądzu) – generał brygady Wojska Polskiego.

## Życiorys
Urodził się w majątku Fortuna, w ówczesnym powiecie drysieńskim, w rodzinie Kazimierza i Heleny z Targońskich. Ukończył połocki korpus kadetów i 2 Konstantynowską Szkołę Wojskową w Petersburgu. W armii carskiej od 1 września 1884 roku. Zajmował m.in. stanowiska dowódcy batalionu w 135 Zapasowym Pułku Piechoty, 519 Pułku Piechoty i 419 Pułku Piechoty. Uczestnik wojny rosyjsko-chińskiej, wojny rosyjsko-japońskiej i I wojny światowej. W czasie służby w armii rosyjskiej awansował kolejno na stopień: podporucznika (7 sierpnia 1885), porucznika (10 maja 1892), sztabskapitana (6 maja 1900), kapitana (6 maja 1901), podpułkownika (1906 ze starszeństwem z 21 czerwca 1904) i pułkownika (6 grudnia 1910) .
26 lutego 1919 roku został przydzielony do Głównego Kwatermistrzostwa WP. 15 sierpnia 1919 roku został formalnie przyjęty do Wojska Polskiego z zatwierdzeniem posiadanego stopnia pułkownika, zaliczony do I Rezerwy armii i powołany do czynnej służby na czas wojny. Następnie dowódca Powiatów Etapowych: Kowel, Hrubieszów, Dubno. Od 25 kwietnia 1920 roku dowódca etapów miast Korosteń, Poworsk, Tomaszów. 22 maja 1920 roku został zatwierdzony z dniem 1 kwietnia 1920 roku w stopniu pułkownika, w piechocie, w grupie oficerów byłych Korpusów Wschodnich i byłej armii rosyjskiej. Był wówczas dowódcą Etapów 3 Armii. Następnie dowódca garnizonu Zamość, dowódca Grupy Operacyjnej Szczebrzeszyn. W następnej kolejności dowodzi Powiatami Etapowymi Augustów i Lida. 11 kwietnia 1921 roku otrzymał przeniesienie z Inspekcji Etapów 2 Armii do Dowództwa Powiatu Etapowego Dzisna na stanowisko dowódcy z jednoczesnym przydziałem ewidencyjnym do 71 Pułku Piechoty. W maju 1921 roku został prezesem Komisji Gospodarczej Inspektoratu Etapów Dowództwa 2 Armii. Z dniem 1 października 1921 roku został przeniesiony w stan spoczynku. 26 października 1923 roku Prezydent RP Stanisław Wojciechowski zatwierdził go w stopniu generała brygady. Zmarł 2 stycznia 1924 roku w Grudziądzu.